# Tillamook (volk)
De Nehalem of Tillamook zijn een indiaans volk uit Oregon in de Verenigde Staten. De naam Tillamook, ook gespeld als Calamox, Gillamooks of Killamook, komt uit het Chinook en betekent "volk van Nekelim (of Nehalem)".

## Taal
De Tillamook spraken oorspronkelijk Tillamook, een Salishtaal, maar begonnen geleidelijk steeds meer Engels te gebruiken. De laatste vloeiende spreker van Tillamook stierf in 1970, waardoor de taal nu is uitgestorven. Tussen 1965 en 1972 echter heeft een groep onderzoekers de weinige overgebleven Tillamook geïnterviewd en een 120 pagina's tellend woordenboek samengesteld.

## Geschiedenis
De Tillamook woonden oorspronkelijk tussen de Necanicum River en de Tillamook Bay, met dorpen en afdelingen bij Nehalem, Nestucca, Chishucks, Chucktin, Kilherhursh, Kilherner en Towerquotten, waarvan Chucktin het zuidelijkste dorp was. Volgens antropologisch en archeologische onderzoek vestigden de eerste voorouders van de Tillamook zich in de 15e eeuw in het gebied tussen Cape Lookout en Cape Meares. De omvang van het volk wordt geschat op 2200 leden in het begin van de 18e eeuw. De eerste gedocumenteerde ontmoeting met de Tillamook vond plaats in 1788, met Robert Haswell, de tweede stuurman op Robert Grays schip. Laat in het jaar 1805 had de expeditie van Lewis en Clark een ontmoeting met de Tillamook toen ze overwinterden bij Fort Clatsop. Een walvis was aangespoeld op de kust bij Necost, en de Tillamook ontdeden het dier snel van zijn vlees, blubber en olie. Toen Lewis en Clark hiervan hoorden gingen ze naar de Tillamook en ruilden 300 pond blubber en wat olie voor handelsgoederen. Ze beschreven een dorp van ongeveer 1000 personen die in 50 grote huizen woonden, en schatten het totale volk in op 2200 zielen. Volgens Lewis en Clark was het belangrijkste voedsel van de Tillamook zalm, die ze vingen tijdens de jaarlijkse zalmtrek tussen april en oktober en het hele jaar door aten, gedroogd of fijngemalen tot poeder. In 1824 en 1829 werd het volk getroffen door pokken, en gecombineerd met de aankomst van Oregon Trail kolonisten in 1841 en de daaruit volgende conflicten leidde dit tot een aantal van slechts 400 Tillamook in 1845. Deze daling zette door en in 1849 werd hun aantal op nog maar 200 geschat. In 1856 werden de Tillamook met meer dan 20 andere stammen in het Siletzreservaat geplaatst, met als gevolg dat verdere schattingen van hun aantal niet mogelijk waren omdat ze niet afzonderlijk stonden ingeschreven. In 1898 werden de Tillamook samen met de Clatsop het eerste indiaanse volk dat de regering van de Verenigde Staten een proces aandeed voor compensatie voor het hen afgenomen land. In 1907 werd hen met twee andere stammen het bedrag van $23.500 toegekend.

## Cultuur
Volgens Franz Boas week de cultuur van de Tillamook sterk af van die andere Salishvolkeren, waarschijnlijk onder invloed van stammen uit Noord-Californië. De Tillamook waren getalenteerde mandenmakers en kenden een gedetailleerde mythologie met verwijzingen naar historische gebeurtenissen. Zo is in het Verhaal van de Dondervogel en de Walvis de herinnering aan een grote aardbeving uit 1700 terug te vinden. De Tillamook verdeelden hun mythologie in drie categorieën: de eerste was de Mythologische Tijd, gevolgd door de Tijd van Verandering, toen de ‘Zuidenwind’ het land herschiep. Het derde tijdperk is de Periode van Ware Gebeurtenissen, dat wil zeggen van gebeurtenissen uit wat de Tillamook beschouwden als het recente verleden. Desondanks werden de verhalen van het derde tijdperk net zoveel als mythologie beschouwd als de verhalen uit de andere tijdperken.

## Heden
Sommige Tillamook zijn ingeschreven in de federaal erkende Confederated Tribes of Siletz Indians of Oregon of de Confederated Tribes of the Grand Ronde Community of Oregon. Anderen zijn deel van de niet-erkende Clatsop-Nehalem Confederated Tribes.